# Campionat del Món de Ral·lis Raid
El Campionat del Món de Ral·lis Raid (oficialment en anglès: World Rally-Raid Championship, abreujat W2RC) és la màxima competició internacional de ral·li raid, tant per a automòbils com per a motocicletes. Se celebra des del 2022 i l'organitzen conjuntament l'Amaury Sport Organisation (ASO), la FIA i la FIM. Es tracta de la fusió dels dos anteriors campionats que organitzaven per separat la FIA des del 1993 (Copa del Món de Ral·lis Raid) i la FIM des del 2003 (Campionat del Món de Ral·lis Cross-Country).

## Proves
Les diferents proves que formaren part del campionat fins al 2023 foren les següents:
| País                | Prova                      | De   | A    |
| ------------------- | -------------------------- | ---- | ---- |
| Aràbia Saudita      | Ral·li Dakar               | 2022 | 2023 |
| Emirats Àrabs Units | Abu Dhabi Desert Challenge | 2022 | 2023 |
| Marroc              | Ral·li del Marroc          | 2022 | 2023 |
| Espanya             | Ral·li d'Andalusia         | 2022 | 2022 |
| Argentina           | Desafío Ruta 40            | 2023 | 2023 |
| Mèxic               | Sonora Rally               | 2023 | 2023 |

## Llista de guanyadors
A 1 de gener de 2025
| Any  | Campions del món FIA | Campions del món FIA | Campions del món FIA | Campions del món FIM | Campions del món FIM       | Ref.  |
| Any  | Pilot                | Copilot              | Equip                | Pilot                | Equip                      | Ref.  |
| ---- | -------------------- | -------------------- | -------------------- | -------------------- | -------------------------- | ----- |
| 2022 | Nasser Al-Attiyah    | Mathieu Baumel       | Toyota Gazoo Racing  | Sam Sunderland       | Monster Energy Honda       | [ 7 ] |
| 2023 | Nasser Al-Attiyah    | Mathieu Baumel       | Toyota Gazoo Racing  | Luciano Benavides    | Husqvarna Factory Racing   | [ 8 ] |
| 2024 | Nasser Al-Attiyah    | Édouard Boulanger    | Toyota Gazoo Racing  | Ross Branch          | Hero Motosports Team Rally | [ 9 ] |

### Guanyadors de títols complementaris

#### Campionat FIA de Ral·li Raid
| Any  | T3              | T3                    | T4             | T4               | T5                 | T5                               |
| Any  | Pilot           | Copilot               | Pilot          | Copilot          | Pilot              | Copilot                          |
| ---- | --------------- | --------------------- | -------------- | ---------------- | ------------------ | -------------------------------- |
| 2022 | Francisco López | François Cazalet      | Rokas Baciuška | Lukasz Laskawiec | Kees Koolen        | Wouter De Graaff                 |
| 2023 | Seth Quintero   | Dennis Zenz           | Rokas Baciuška | Oriol Vidal      | Janus van Kasteren | Marcel Snijders · Darek Rodewald |
| 2024 | Rokas Baciuška  | Valentina Pertegarini | Yasir Seaidan  | Fernando Acosta  | -                  | -                                |

#### Copa del món FIM de Ral·li Raid
| Any  | Rally2           | Rally3         | Quad              |
| ---- | ---------------- | -------------- | ----------------- |
| 2022 | Mason Klein      | Amine Echiguer | Alexandre Giroud  |
| 2023 | Romain Dumontier | Ardit Kurtaj   | Laisvydas Kancius |
| 2024 | Bradley Cox      | John W. Medina | Manuel Andújar    |

#### Trofeu FIM de Ral·li Raid
| Any  | Femení     | Júnior (R2)      | Sènior              | Júnior (R3)        |
| ---- | ---------- | ---------------- | ------------------- | ------------------ |
| 2022 | Mirjam Pol | Mason Klein      | Mario Patrao        | Sense participants |
| 2023 | Mirjam Pol | Jean Loup Lepan  | Dominique Cizeau    | Sense participants |
| 2024 | -          | Konrad Dabrowski | Sebastián A. Urquía | -                  |